# Villa Forni Cerato

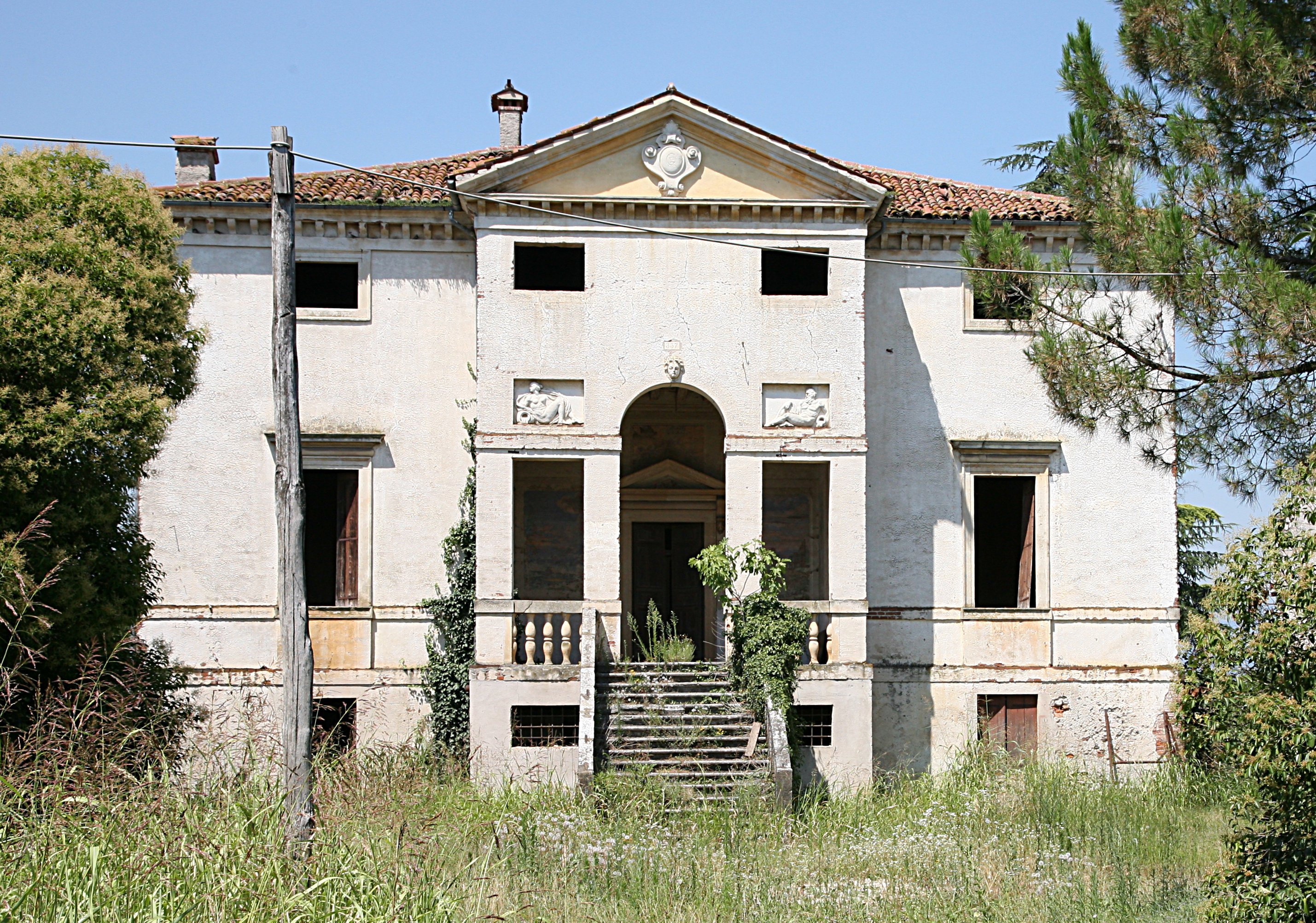
Fasada willi

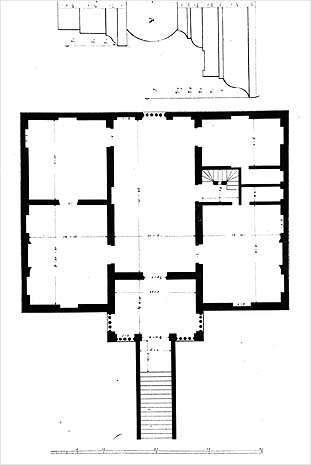
Rzut parteru budynku

Villa Forni Cerato – renesansowa willa w Montecchio Precalcino w pobliżu Vicenzy, prawdopodobnie zaprojektowana przez Andreę Palladia dla kupca Girolamo Forniego. Autorstwo planu budynku nie zostało jednak jednoznacznie rozstrzygnięte.

## Historia
Willa pochodzi z lat 40. XVI w. i powstała w toku przebudowy wcześniejszego budynku mieszkalnego, którego właścicielem był Girolamo Forni. Nie jest jednak pewne, że to on zlecił i sfinansował wykonanie willi. Najstarsze źródła wskazujące, że to on zamówił projekt u Palladia pochodzą dopiero z XVIII wieku, kiedy willa była już (od 1610) w rękach rodziny Cerato – stąd jej powszechnie używana nazwa.
Obecnie willa jest niezamieszkana i z braku konserwacji jej stan techniczny systematycznie się pogarsza. W 1996 UNESCO uznało willę za część wpisanego na listę Światowego Dziedzictwa kompleksu "Miasto Vicenza i palladiańskie wille regionu weneckiego".

## Architektura
Dominującą cechą architektury willi jest loggia z oknem palladiańskim, do której prowadzą centralnie usytuowane schody. Powyżej okna po obydwu stronach loggi znajdują się wnęki z płaskorzeźbami, wyżej, poniżej tympanonu (pierwotnie z herbem rodu Cerato) – dwa prostokątne okna.
Pozostała część budynku jest skromnie zdobiona prostokątnymi obramowaniami okien. Poniżej poziomu dachu znajduje się fryz. Tylna fasada obiektu pierwotnie była udekorowana w sposób zbliżona do przedniej, jednak w pierwszej połowie XX wieku została gruntownie przebudowana. Loggię z oknem palladiańskim zastąpił balkon, zaś z budynku usunięto część zniszczonych płaskorzeźb. Niektóre zostały zastąpione kopiami.